# Biserica „Adormirea Maicii Domnului” din Chioselia
Biserica „Adormirea Maicii Domnului” este o biserică amplasată în Chioselia, raionul Cantemir, Republica Moldova. Este un monument arhitectural de importanță națională inclus în Registrul monumentelor Republicii Moldova ocrotite de stat cu nr. 60 (raionul Cantemir). Datează din sec. XIX.